# Phường 3, Quận 4
Phường 3 là một phường cũ thuộc Quận 4, Thành phố Hồ Chí Minh, Việt Nam.
Phường 3 có diện tích 0,31 km², dân số năm 2021 là 10.644 người,  mật độ dân số đạt 34.335 người/km².